# Amor, Carnaval e Sonhos

Amor, Carnaval e Sonhos é um filme brasileiro, do ano de 1972, do gênero drama e dirigido por Paulo César Saraceni.

## Sinopse
Amor, Carnaval e Sonhos mostra dramas íntimos que se extravazam nos quatro dias de folia, tendo como pano de fundo, o Carnaval.

## Elenco
- Arduíno Colassanti - fotógrafo
- Ana Maria Miranda - foliã ("Isolda")
- Leila Diniz - foliã
- Hugo Carvana - folião ("malandro")
- Paulo César Saraceni - folião (de vermelho e branco)